# Remusatia
Remusatia es un género de plantas con flores de la familia Araceae. Es originario de las regiones tropicales y subtropicales del Viejo Mundo.

## Descripción
Contiene 4 especies, una de las cuales recientemente se ha añadido en el año 1987.  Esta especie recientemente añadida, es la última especie que quedaba en el género Gonatanthus, llamada Gonatanthus ornatus .  Después de que el género se incluyó en Remusatia su nuevo nombre fue Remusatia ornatus , pero más tarde fue cambiada a Remusatia hookeriana . Las especies  son endémicas de Asia, África y Australia.  Se encuentran en los bosques subtropicales y son plantas tuberosas, con hojas en forma de corazón peltadas. Un rasgo característico de Remusatia son sus estolones que salen de los tubérculos en los que se producen bulbillos que permiten a la planta reproducirse. . Los bulbos se aferran a los animales lo que permite que se distribuyan y es probable que sea la causa principal de su gran distribución.  El espatas de Remusatia son de color amarillo y el espádice es de color blanco con  fragancia a excepción de R.yunnanensis cuya espata es de color rojo.

## Taxonomía
El género fue descrito por Schott in H.W.Schott & S.L.Endlicher y publicado en  Meletemata Botanica 18. 1832. La especie tipo es: Remusatia vivipara

## Especies
- Remusatia hookeriana
- Remusatia pumila
- Remusatia vivipara
- Remusatia yunnanensis